# Гройсман Володимир Борисович
Володи́мир Бори́сович Гро́йсман (нар. 20 січня 1978, Вінниця, Українська РСР, СРСР) — український державний і політичний діяч, бізнесмен.
16-й Прем'єр-міністр України (з 14 квітня 2016 по 29 серпня 2019 року). З 2006 по 2014 рік — міський голова Вінниці. Віце-президент Асоціації міст України з питань житлово-комунального господарства (2010—2014). З 2014 року віце-прем'єр-міністр України — міністр регіонального розвитку, будівництва та житлово-комунального господарства (з 27 лютого по 2 грудня 2014 року). 12-й Голова Верховної Ради України (з 27 листопада 2014 по 14 квітня 2016 року). У парламент пройшов за списком Блоку Петра Порошенка.

## Біографія
1994 року закінчив Вінницьку середню школу № 35.
З 1992 року, у віці 14 років, почав працювати слюсарем на МП «Школяр». Після закінчення школи у серпні 1994 року призначений комерційним директором приватного малого підприємства «ОКО», а з листопада 1994 року — комерційним директором батьківського підприємства, вінницького ринку «Юність».
У 1999 році закінчив Вінницький інститут регіональної економіки та управління за спеціальністю «Юриспруденція» (молодший спеціаліст).
У 2003 році закінчив недержавний вищий навчальний заклад — Міжрегіональну академію управління персоналом за спеціальністю «Юриспруденція». У лютому 2010 року закінчив Національну академію державного управління при Президентові України, отримавши кваліфікацію магістра «Управління суспільним розвитком» за спеціальністю «Управління на регіональному і місцевому рівнях».
В анкеті про знання іноземних мов вказує, що знає лише польську.

## Кар'єра

### На посаді мера Вінниці
У 2002 році, у віці 24-х років, переміг на виборах у мажоритарному окрузі № 29 і став наймолодшим депутатом Вінницької міської ради. У листопаді 2005 року обраний секретарем Вінницької міськради і виконувачем обов'язків мера Вінниці. У березні 2006 року переміг на виборах мера.
На наступних виборах 31 жовтня 2010 року був висунутий кандидатом на посаду міського голови Вінниці політичною партією «Совість України» і переобраний мером із значною підтримкою — 77,8 % голосів.
На посаді міського голови запровадив програму заміни ліхтарів і освітлення вулиць, яка була запроваджена ще в 2002 році; розпочав проєкт енергозбереження і максимального освітлення міста. Під час першого терміну на посту мера Вінниці розпочав масштабний ремонт асфальтного покриття всіх магістральних і багатьох другорядних вулиць міста. У 2006 році було впорядковано стихійну торгівлю, яка перекривала рух тротуарами.
У грудні 2006 року після підписання Меморандуму про взаєморозуміння між урядами Швейцарської Конфедерації та України сприяв започаткуванню співпраці між Вінницею та муніципалітетом Цюриха. З 2007 по 2011 роки Вінниця отримала від Цюриха 116 списаних трамвайних вагонів 1959 і 1960-х років виробництво яких було відремонтовано та мало гарантію. Пізніше у них з'явився безкоштовний Wi-Fi. У 2012 ініційовано реформування міського транспорту, скорочено кількість маршрутних таксі. У 2013 році закуплено 30 автобусів і 40 тролейбусів, завершено будівництво трамвайної колії на Вишенці.
Крім закордонної підтримки були створені інструменти участі місцевого капіталу у розвитку міста. Так, на умовах співфінансування, у Вінниці вже понад 5 років здійснюється прокладка водопроводу і каналізації, ремонтуються вулиці в приватному секторі, утримується полігон твердих побутових відходів у приміській Стадниці.
Під час роботи Гройсмана на посаді мера, у Вінниці було скасовано районний поділ та райради. У 2008 році створено перший «Прозорий офіс» з надання адміністративних послуг населенню. В подальшому система «прозорих офісів», створених на базі колишніх райвиконкомів Вінниці була використана як модель для поширення по території України. Також був відремонтований центральний міст.
З 2007 по 2013 рік домігся залучення у Вінницю зовнішніх інвестицій в обсязі більш ніж 736 млн грн. За часів роботи Гройсмана на посаді мера Вінниці вперше місто було визнане найкращим для життя обласним центром України.
Також, за часів діяльності Володимира Гройсмана на посаді мера Вінниці, були відкриті діагностичний та перинатальний центри, реконструйовано набережну та відкрито фонтан у Центральному парку. Окрім того, був розширений «Вінницький Олійножировий комбінат», започатковано підприємство «Бастіон-2009» та сформовано підприємство з утилізації відходів «Ековін».

### Віцепрем'єр-міністр України
27 лютого 2014 року на запрошення прем'єр-міністра України Яценюка зайняв посаду віцепрем'єр-міністра — міністра регіонального розвитку, будівництва та житлово-комунального господарства. Основний напрямок діяльності — проведення реформи децентралізації влади та місцевого самоврядування. Він став ідеологом та автором реформи децентралізації, яка стартувала 1 квітня 2014 року.
Виступив координатором реформи державних контролюючих органів. У період літа-осені 2014 року очолював: Урядовий антикризовий енергетичний штаб; Державну комісію з розслідування причин збиття літака Boeing 777 (з 17 липня 2014); координував роботу штабу по роботі з внутрішньо переміщеними особами; відновлення Донбасу та роботу з міжнародними донорами.

### СпікерВРУ

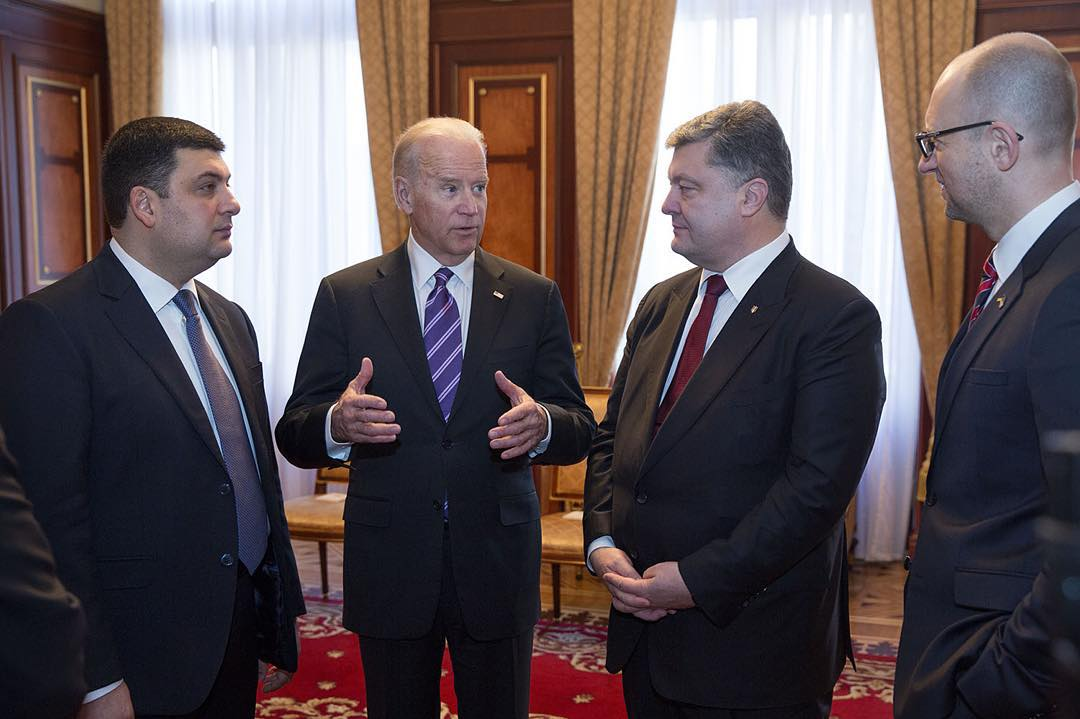
Гройсман разом з Петром Порошенком та Арсенієм Яценюком на зустрічі з Джо Байденом, 2015

До Верховної Ради обирався за списком Блоку Петра Порошенка.
27 листопада 2014 року обраний головою Верховної Ради України. 15 грудня 2014 року затверджений у складі РНБО.
Гройсман був ініціатором Плану законодавчого забезпечення реформ, у якому прописані завдання для парламентарів на один-два квартали. Метою плану, за словами Гройсмана, є визначення законодавчих орієнтирів для проведення реформ, розподілення відповідальності за підготовку законопроєктів та визначення часових рамок законодавчого забезпечення реформ.
У березні 2015 року, підтримав законопроєкт про заборону російських серіалів. Під час урядової кризи 2016 року розглядався як один з можливих претендентів на пост Прем'єр-міністра України від провладної фракції.
У липні 2015 року Володимир Гройсман ініціював реформу парламенту, разом з Мартіном Шульцем, Президентом Європейського парламенту, підписали Меморандум про взаєморозуміння між Верховною Радою України та Європейським парламентом про спільні рамки парламентської підтримки та підвищення інституційної спроможності. Цей документ започаткував роботу Місії з оцінки потреб на чолі з Петом Коксом, колишнім Президентом Європейського парламенту, результатом якої стала підготовка реформи українського парламенту.
Під час «Українського тижня» у Брюселі в 2016 році було схвалено Дорожню карту щодо внутрішньої реформи та підвищення інституційної спроможності Верховної Ради України. На жаль, реформа не була реалізована з причини відсутності підтримки президента Порошенка. І того ж року Верховна Рада своєю постановою визнала рекомендації Місії Європарламенту як основу для внутрішньої реформи.
Після зміни керівництва ВРУ в 2016 році впровадження  реформи загальмувало, але започаткована Гройсманом реформа продовжилася лише у форматі Діалогів Жана Моне та процесу медіації шляхом спільних зусиль українського та європейського парламентів, спрямованих на розвиток політичного діалогу та консенсусу між політичними партіями.

### Прем'єр-міністр України

#### 2016: обрання та первинні заходи
14 квітня 2016 обраний на посаду Прем'єр-міністра України. За постанову проголосувало 257 депутатів із фракцій БПП, Народного фронту, групи Відродження та групи Воля народу. У перші місяці прем'єрства Гройсмана журналісти нерідко називали його несамостійним політиком та писали, що він має тісні зв'язки із президентом Петром Порошенком, але з часом він почав дистанціювавшись від Порошенка та критикувати його.
Пріоритетом прем'єр-міністр назвав підготовку до масштабної реформи децентралізації, також: реформування охорони здоров'я і сектору інфраструктури та транспорту. Після призначення Гройсмана прем'єром BBC писало, що критики вважають, що він як союзник президента є «продуктом старого порядку», а не людиною, яка проштовхне необхідні зміни.
Наприкінці квітня уряд встановив єдину ціну на газ для населення та промислових споживачів, що призвело до її підвищення для населення до 6,9 тисяч грн за 1000 м3. Це рішення мало за мету встановлення ринкових цін на газ, щоб відновити український газовидобуток і газову незалежність України до 2020 року.
За перші сто днів роботи уряду Гройсмана спостерігалася часткова стабілізація політичної та економічної ситуації. Одним з найголовніших завдань уряду Гройсман назвав ремонт доріг та анонсував збільшення витрат на ремонт з 4 до 19 млрд гривень. Загалом, зміна уряду на деякий час зняла напругу в суспільстві та парламенті. Також у перші 100 днів роботи Гройсман мав зустрічі з президентом Європейської ради Дональдом Туском, канцлером Німеччини Ангелою Меркель, Держсекретарем США Джоном Керрі та іншими західними політичними лідерами.
8 червня Гройсман заявив, що за 5 місяців до загального фонду місцевих бюджетів майже 54 млрд грн і додав, що це більше від аналогічного періоду на 17 млрд. 9 грудня заявив, що порівняно з минулим роком місцеві бюджети зросли на 60 % (44 млрд грн), і що за час проведення реформи в Україні було сформовано 184 об'єднаних територіальних громад. В бюджеті на 2017-й на децентралізацію мало бути виділено додатково 9 млрд грн.
19 жовтня заявив, що йому вдалося зупинити падіння і почати економічне відновлення і його задача зробити так, щоб економічне відновлення прискорилося.
Ключовим механізмом боротьби з корупцією вважає судову реформу. 13 грудня заявив, що Кабінет міністрів затвердив концепцію реформи охорони здоров'я, і анонсував підвищення зарплатні для медпрацівників.
21 грудня 2016 року ВРУ 274 голосами ухвалила внесений Урядом Держбюджет на 2017 рік. За нього проголосувало 5 фракцій: БПП, Народний фронт, Партія Ляшка, Відродження та Воля народу. Цей бюджет Гройсман назвав «людо-центричним» і перед голосуванням заявив, що той передбачає масштабний ремонт доріг, підтримку аграрного сектору, підвищення зарплатні вчителям на 50 %, лікарям — на 30 %, 6 млрд мало виділитись на ліки і продовження децентралізації.
У бюджеті було закладено підвищення ВВП на 3 %, підвищення мінімальних зарплат вдвічі (до 3200 грн), а також близько 500 млн грн. на проведення в Києві конкурсу Євробачення у травні 2017 року. Крім підвищення доходів українців у планах уряду була детінізація і як результат, зниження дефіциту Пенсійного фонду. МВФ похвалив проєкт бюджету і висловив готовність надати Україні черговий кредитний транш для вдосконалення проведення реформ.
У четвертому кварталі 2016 року економічне зростання становило 4,7 %. У березні 2017 р., після торговельної блокади ОРДЛО Гройсман заявив про необхідність зменшення закладених 3 % економічного зростання.

#### 2017
25 січня 2017 року заявив, що Кабмін працює над розробкою плану розвитку країни на чотири роки — з 2017 по 2020 роки.
На початок 2017 року було відремонтовано 950 км доріг, на це витрачено 6,3 млрд грн. Проведено реформу держслужби, за якою з середини 2016 року на конкурсній основі обираються керівники обласних і районних державних адміністрацій, центральних органів виконавчої влади, держсекретарі міністерств і Кабміну. Іншою зміною став перехід до електронної системи документообігу між урядом, центральними органами виконавчої влади та обласними державними адміністраціями, було введено 16 електронних послуг у сферах будівництва, реєстрації і закриття юридичної особи, земельній, соціальній та екологічній.
13 березня 2017 року Гройсман став першим з українських політиків, кому вдалось поспілкуватися в Твіттері з Ілоном Маском. Згодом, 30 березня, Володимир Гройсман продовжив спілкування в офлайновій формі і надіслав офіційне звернення на урядовому бланку до Маска, щоб змогти розпочати дискусію щодо створення енергетичної інфраструктури. 
З 1 квітня 2017 в Україні почала працювати програма «Доступні ліки», яка дозволяє отримувати низку препаратів безкоштовно чи з невеликою доплатою. Програма діє на ліки від серцево-судинних захворювань, діабету II-го типу та бронхіальної астми.
14 квітня 2017 року, на річницю свого перебування на посаді прем'єр-міністра, Володимир Гройсман назвав серед своїх пріоритетів забезпечення стабільного економічного зростання, збільшення витрат бюджету на оборону, проведення децентралізації, посилення енергетичної незалежності України, проведення пенсійної, земельної, освітньої реформи, а також реформи охорони здоров'я.
3 квітня Кабінет міністрів завершив розробку плану своїх пріоритетних дій до 2020 року. План складається з п'яти основних пунктів: 1) економічне зростання; 2) ефективне врядування; 3) розвиток людського капіталу; 4) верховенство права і боротьба з корупцією; 5) безпека та охорона. Також план уряду передбачає створення конкурентноздатної економіки та сталий ріст ВВП на рівні 4-5 % в рік, мінімізацію бідності та децентралізацію.
За два роки роботи уряду Гройсмана середня заробітна плата виросла на 22,1 %, доларовий еквівалент — зі 193 до 300 доларів. Крім того, попри відплив зайнятого населення вдалося домогтися позитивних темпів зростання реального ВВП у 2 %.
3 жовтня 2017 року парламент ухвалив урядовий законопроєкт про пенсійну реформу, який передбачає із жовтня підвищення пенсій 9 мільйонам пенсіонерів на суму від 200 до 1000 гривень. Після затвердження законопроєкту Гройсман пояснив, що мінімальна пенсія за новими розрахунками становитиме 1452 гривні. Згідно з законом, до кінця 2017 року на пенсію після досягнення віку 60 років можуть піти усі, хто сплачував страхові внески до Пенсійного фонду не менше ніж 15 років. Із 1 січня 2018 року для тих, хто досяг 65-річного віку і має 30-35 річний стаж мінімальний розмір пенсій становитиме 40 % від мінімальної зарплати, встановленої у законі про державний бюджет. З січня 2018 рокі для того, щоб вийти на пенсію у віці 60 років треба мати від 25 років стажу, а в 2019 — 26 років, у 2028 році у 60 років можна буде отримувати пенсію, маючи від 35 років стажу. 8 жовтня закон про пенсійну реформу був підписаний президентом Порошенком.

#### 2018
У вересні 2018 Уряд розпочав монетизацію субсидій за заощаджені енергоресурси для споживачів електроенергії або газу.
У жовтні 2018 року Кабінет міністрів ухвалив рішення про чергове підвищення ціни на газ у три кроки (1 листопада 2018, 1 травня 2019, 1 січня 2019). За словами Володимира Гройсмана це зроблено: «аби віддати кредити, які на нас поклали минулі уряди протягом 2005—2013 років. Зараз ми щороку платимо 5 млрд дол. в якості обслуговування (взятого тоді) боргу».
У 2018 році Уряд Гройсмана зумів покращити економічну ситуацію в країні. За 2018 рік внутрішній валовий продукт України зріс на 3,2 %. Національна валюта і ціни в країні були стабільними. Інфляцію вперше з 2014 вдалося втримати у межах 10 %. Валютні резерви наприкінці року досягли 20,8 мільярда доларів, що є найвищим показником за останні п'ять років. Доходи державного бюджету за 2018 рік склали 928,1 млрд грн, що на 17 % більше ніж показник за 2017 рік. Дефіцит бюджету не перевищив 1,7 % за планового 2,4 %. Державний і гарантований борг до ВВП країни знизився до 63,2 % з 72,3 %.
Продовжилася фінансова децентралізація. Доходи місцевих бюджетів без міжбюджетних трансфертів склали 262 млрд грн проти 70 млрд грн у 2014 році. Місцеві громади отримали право вирішувати, куди скеровувати ці кошти — на ремонт доріг, будівництво шкіл та лікарень, покращення адміністративних послуг, створення нових підприємств тощо.

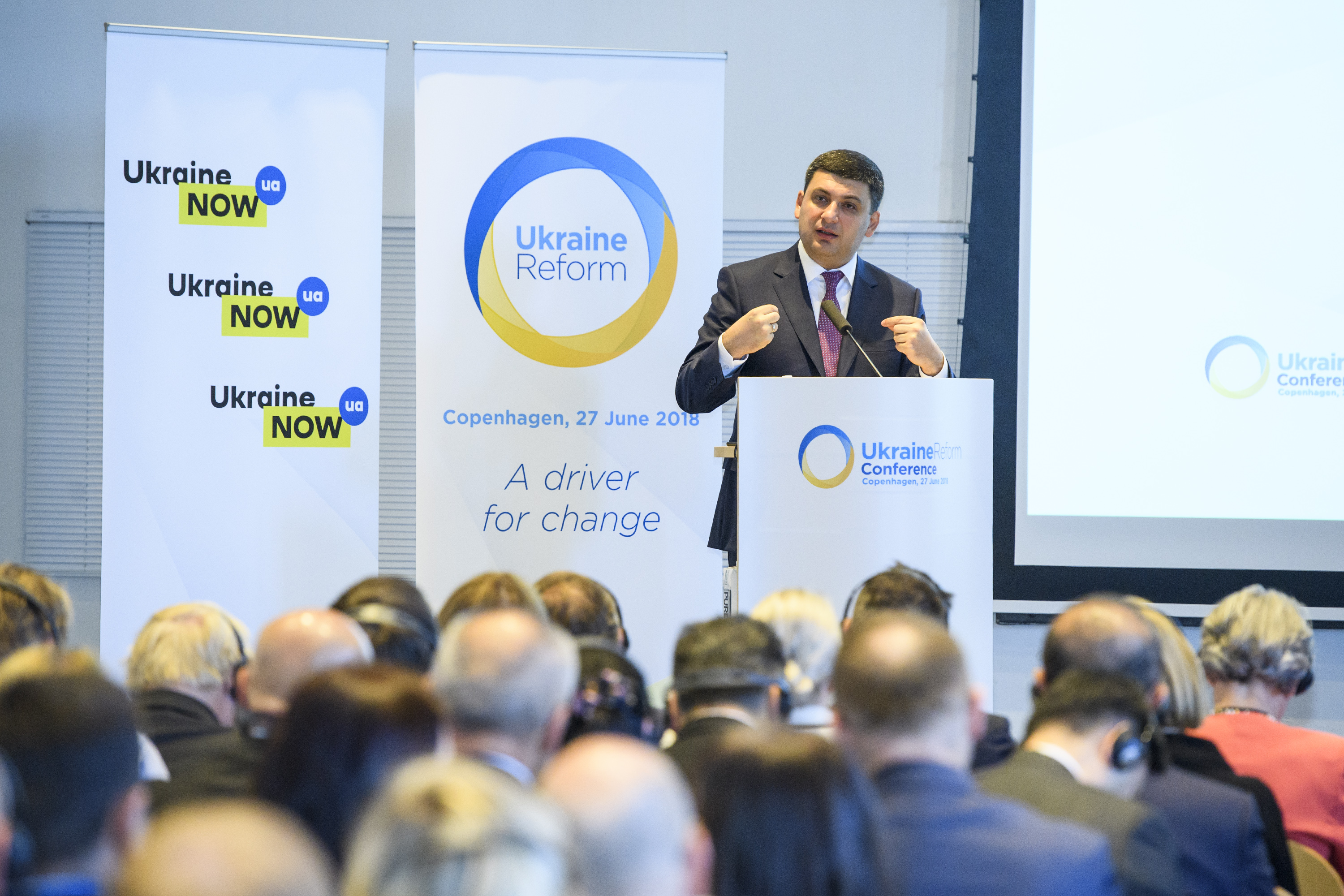
Володимир Гройсман виступає на 2-й Українській конференції реформ, 27 червня 2018 року

Завдяки «безвізу» і збільшенню кількості «лоукостів» пасажиропотік в українських аеропортах вперше перевищив 20 млн пасажирів на рік. Загалом за кожен із останніх трьох років зростання кількості авіапасажирів становило 25-30 %. А кількість маршрутів бюджетних авіакомпаній, що літають до України, зросла із 21 у 2016 до 89 у 2018 році.
Велику увагу уряд приділяв питанням енергоспоживання. Був створений Державний фонд енергоефективності. У держбюджеті на нього передбачили 1,6 млрд грн. Також до наповнення Фонду долучилися міжнародні партнери. Гроші з Фонду мають піти на заходи зі зменшення споживання енергоресурсів та підвищення якості надання послуг.
Вдалося прискорити темпи будівництва доріг та дорожньої інфраструктури. За рік в країні побудували 3800 км доріг. Це найбільший показник за 14 років.
Було запроваджено електронні земельні торги з продажу прав оренди. Відкритий сервіс забезпечив широке охоплення покупців, підвищив конкуренцію, стимулював зростання ціни. В результаті, громади за свою землю отримали суттєво більше, аніж на традиційних аукціонах.
В рамках масштабної урядової медичної реформи почала працювати Національна служба здоров'я України. Вона стала головним замовником медичних послуг в Україні — розподіляє бюджетні гроші між лікарнями, з якими підписує договори. Гроші лікарням сплачують за надані медичні послуги і ліки. У 2018 році НСЗУ укладала договори з лікарнями і оплачувала тільки первинну медицину — сімейних лікарів. У результаті зарплати лікарів та медсестер зросли у 2-3 рази. Повністю перейти на нову модель фінансування для медзакладів планували з 2020 року, коли медреформу запровадять на всіх ланках.
За ініціативи Уряду, з 1 вересня 2018 року українські сім'ї при народженні дитини отримують набір із 25 необхідних речей для немовлят — одноразову допомогу «пакунок маляти».
Цього ж року український Уряд взявся також за вирішення проблеми булінгу в школах. Результатом стало ухвалення закону для протидії цькуванню.

#### 2019
У січні 2019 року уряд Гройсмана розпочав реорганізацію Державної фіскальної служби. Її поділили на Державну податкову і Державну митну служби. Це має поліпшити адміністрування податків і зборів в країні.
З 1 січня 2019 року Уряд удосконалив правила доступу до надр. Спеціальні дозволи на користування надрами можна отримати лише через електронні торги.
З 2019 року в Україні запрацювала ще одна урядова програма допомоги батькам — «Муніципальна няня». Сім'я зможе щомісяця отримувати від держави гроші на відшкодування зарплати няні.
1 березня 2019 року вперше відбулося автоматичне перерахування пенсій. Пенсії автоматично підвищили для 10,2 мільйонів пенсіонерів.
Уряд Гройсмана за роки своєї діяльності суттєво дерегулював ведення бізнесу в країні. Загалом було скасовано понад 1200 нормативних актів і наказів, які регулювали бізнес.
У травні заявив, що йде на парламентські вибори на чолі власної політичної партії «Українська стратегія», ідеологічною основою якої буде центристська позиція.    
20 травня під час інавгураційної промови 6-й Президент України Володимир Зеленський оголосив про розпуск Верховної Ради і закликав уряд піти у відставку. Того ж дня Гройсман заявив про намір піти у відставку після засідання Кабінету Міністрів 22 травня і додав, що Зеленський має негайно запропонувати кандидатуру нового прем'єр-міністра. 30 травня депутати відмовилися підтримати відставку Гройсмана, що означало б й відставку всього уряду. За таке рішення голосували 97 парламентарів — «Батьківщина», «Опозиційний Блок», «Радикальна партія Олега Ляшка» та «Самопоміч». Голова Верховної Ради Андрій Парубій ще перед голосуванням сказав, що проти відставки уряду. Фракція «БПП» вирішила не підтримувати відставку прем'єра. З такою ж позицією виступив «Народний Фронт».
Очолив виборчий список партії «Українська Стратегія Гройсмана» на парламентських виборах 2019 року, але партія прохідний бар'єр не пройшла.

### Оцінка діяльності
- За результатами опитування Демократичних ініціатив та Центру Разумкова, у 2016 році Гройсман посів друге місце в рейтингу політиків року після президента Порошенка.[77].
- Станом на кінець травня 2019 р. на сайті Слово і діло зареєстровано 614 обіцянок Гройсмана. Із них він виконав 319, не виконав — 149, 146 — «у процесі». Загальний рівень відповідальності політика 52 %[78].
- За даними всеукраїнського опитування Київського міжнародного інституту соціології (КМІС), у лютому 2019 року Володимир Гройсман лідирував у списку тих, кого українці хотіли би бачити на посаді прем'єр-міністра[79] після президентських виборів 31 березня 2019 року, але вже у травні того ж року згідно з дослідженням групи «Рейтинг» він був на четвертому місці (8,8 %)[80].
- 85,5 % експертів, опитаних Агентством моделювання ситуацій[81], вважають, що за час діяльності уряду Гройсмана в країні покращується ситуація[82].
- У липні 2019 року згідно з опитуванням соціологічної групи «Рейтинг» діяльність Гройсмана на посаді прем'єр-міністра схвалювали майже 30 % українців (у березні 2018-го цей показник відповідав 17 % українців[83]), однак понад 60 % висловили своє незадоволення[84].

### Розбіжності з Порошенком
Про розбіжності між Гройсманом та Порошенком почали говорити з моменту голосування за Уряд Гройсмана у 2016 році.
Аналітики вказували, що розкол поглиблюється, і у 2018 році напруження почало переходити у публічну площину.
Під час президентських виборів 2019 року В. Гройсман відкрито підтримав кандидатуру П. Порошенка, але перед парламентськими перегонами того ж року відмовився очолити Блок Петра Порошенка, і згодом назвав цю політичну силу «старою партією».
Колишній прем’єр він заявив, що всі три роки мав із екс-президентом «морально-ціннісні розбіжності» та різні погляди на розвиток економіки та їм «не по дорозі».
За словами Гройсмана, напруження виникло ще під час місцевих виборів у 2015 року. У 2016 році він очолив уряд як компромісна фігура на запрошення попереднього прем‘єр-міністра Арсенія Яценюка, а не «як людина Порошенка». Гройсман також заявив, що  Порошенко, попри публічну підтримку, насправді протидіяв уряду в проведенні низки реформ, зокрема, децентралізації, приватизації, реформуванні парламенту, медицини, підтримці фермерства, дерегуляції бізнесу та інших сфер управління.  У свою чергу, Порошенко заявив, що рішенням брати участь в парламентських виборах окремою командою Гройсман скоїв політичне самогубство, але додав, що не ображається на нього і в той же час не схвалює його вибір.

### Перемога на Вінниччині
З 2014 року Гройсман зосередився на національній політиці і з’являвся в публічному просторі Вінниччини зрідка в соціальних проєктах, зокрема, став ініціатором фонду «Стоп-вірус»  для підтримки та поширення медичних, профілактичних та інформаційних заходів протидії розповсюдженню коронавірусу.
Серій Моргунов, який став в.о. мера в 2014 році як наступник Гройсмана і член його команди, був обраний мером на місцевих виборах у 2015 році. Під керівництвом команди Моргунова Вінниця з 2015 року утримує лідерство як найкомфортніше місто України (за результатами дослідження Міжнародного республіканського інституту (IRI) спільно з соціологічною групою «Рейтинг»).
На місцевих виборах 2020 року «Українська стратегія Гройсмана» здобула абсолютну більшість у Вінницькій міській раді з 34 з 54 місць, а також перемогла на регіональному рівні, здобувши 40 з 84 місць у Вінницькій обласній раді. У першому турі виборів на посаду міського голови з великою перевагою, здобувши 65,93 % голосів виборців був переобраний Сергій Моргунов - кандидат від «Української стратегії Гройсмана» і давній соратник екс-прем’єра. Вінницьку обласну раду очолив Вячеслав Соколовий, який також балотувався від «Української стратегії Гройсмана». Після повномасштабного вторгнення Росії в Україну Гройсман і його партія поставили на паузу політичну діяльність та сконцентрували свою роботу на допомозі армії. На початку березня 2022 року Гройсман очолив Міжрегіональний координаційний гуманітарний штаб, який розвиває два напрямки роботи: допомогу військовим частинам ЗСУ та дітям військових і ВПО. Водночас політик висвітлював події в Україні для міжнародної аудиторії, надаючи інтерв'ю таким ЗМІ, як CNN, BBC тощо.

### Під час повномасштабного вторгнення
У квітні 2024 року Слідчий комітет Росії висунув звинувачення Гройсману, ексміністру закордонних справ Павлу Клімкіну та ексміністрові інформаційної політики Юрію Стецю у тому, що, обіймаючи високі державні посади, вони підтримали початок війни на Донбасі.
У травні Росія оголосила Гройсмана у розшук за статтею «застосування заборонених засобів та методів ведення війни».
А на початку липня Басманний суд Москви заочно заарештував Гройсмана, а разом з ним – Клімкіна, ексміністра фінансів Олександра Шлапака та командувача "Заходу" Ігоря Довганя.
Під час повномасштабної війни експрем'єр також проводить міжнародні зустрічі у Вінниці та Києві. І з'являється на міжнародних конференціях YES (Ялтинська європейська стратегія), та Київському безпековому форумі.

## Нагороди
- Орден «За заслуги» II ст. (27 червня 2012) — за значний особистий внесок у державне будівництво, соціально-економічний, науково-технічний, культурно-освітній розвиток України, вагомі трудові здобутки та високий професіоналізм[107]
- Орден «За заслуги» III ст. (26 червня 2008) — за вагомий особистий внесок у розвиток конституційних засад української державності, багаторічну сумлінну працю, високий професіоналізм та з нагоди Дня Конституції України[108]
- Нагороджений Кавалерським Хрестом Ордену Заслуг Республіки Польща[109].

## Критика
- Після того, як Гройсман запропонував звільнити 10 % суддів замість обрання їх безстроково, він наразився на критику Асоціації правників України та Окружного адмінсуду Києва. «Асоціація правників України вважає неприпустимими і такими, що суперечать принципу верховенства права, будь-які форми колективної відповідальності, зокрема, звільнення суддів у запропонований Володимиром Гройсманом спосіб»[110]; «озвучена ідея не відповідає положенням Конституції України та нормам міжнародних стандартів незалежності суддів»; це «публічний заклик, який є політизованим, створює упередженість щодо суддів».[111] Обійнявши посаду Прем'єр-міністра, доручив Міністерству юстиції проаналізувати діяльність суддів, а також правомірність судових рішень, пов'язаних із веденням бізнесу в країні. Вищий адміністративний суд України назвав це втручанням виконавчої влади в компетенцію судової, неповагою та упередженим ставленням до судової влади[112]. Рада суддів — «неповагою та неправомірним тиском на судову владу»[113].
- 12 листопада 2015, в день голосування за антидискримінаційні закони, різко виступив проти одностатевих шлюбів, чим накликав на себе критику їх прихильників.[114]
- Володимир Гройсман прямо втручається в діяльність профільних міністерств. Розголосу набув конфлікт прем'єр-міністра з міністром фінансів Олександром Данилюком, зокрема в частині реформування ДФС. 23 травня 2018 року В. Гройсман відмовився призначити Яну Бугримову заступником Данилюка з податкового напрямку та невдовзі прямо підпорядкував собі ДФС, забравши департамент у міністерства фінансів. 7 червня О. Данилюка відправили у відставку. Однією з причин конфлікту колишній міністр назвав причетність голови уряду до корупції в системі ДФС[115][116].
- У липні 2018 у «Чесно» закинули, що Гройсман за рік до виборів рекламував свою особу, прикриваючись рекламою «Уряду Гройсмана». За підрахунками руху, у першому півріччі реклама обійшлась у 12 млн. бюджетних гривень. Подібна агітація підносилась під маркуванням «соціальна реклама». Але експерти та Національна рада України з питань телебачення і радіомовлення (по одному з роликів) не класифікували рекламу уряду Гройсмана як «соціальну»[117].

## Сім'я
- Дружина Олена, доньки Крістіна та Юлія, син Давід.
- Батько — Борис Ісакович Гройсман (1946-2025[118]), у СРСР був майстром на Вінницькому радіоламповому заводі, з 1990 року — підприємець. Депутат Вінницької міськради трьох скликань (2002—2006, 2010—2015 і з 2015).[119][120][121]
- Мати — Жанна Ізраїлівна (1950—2000 р.), вчителька[122].

## У масовій культурі
- значної популярності в Інтернеті набула відповідь від компанії Tesla на пропозицію Гройсмана інвестувати в проєкти в Україні[джерело?][неавторитетне джерело]. Пізніше в Кабінеті Міністрів заявили, що не отримували відповіді від корпорації Ілона Маска, та назвали фото листа фейком[123];
- Останнім часом Гройсман також змінив імідж: найчастіше з’являється у темних футболках, спортивному взутті і з бородою[124].